# 郭芝苑
郭 芝苑（かく しえん、Kuo Chih-Yuen, 1921年12月5日 - 2013年4月12日）は、台湾の作曲家。

## 経歴
苗栗県苑裡鎮出身。1935年、東京の錦成中学に入学した。音楽教師からハーモニカを学び、卒業の年には東京の中学生ハーモニカコンクールで一等賞を獲得した。1941年、東洋音楽学校（現在の東京音楽大学）に入学。ヴァイオリン専攻を希望したが、生まれつき左手の小指が内側に湾曲していたために断念し、ピアノの心得もなかったので、作曲と音楽理論を学んだ。1943年、卒業。
1946年、台湾に戻った。1950年、台湾省音楽コンクールで作曲部門第一位を獲得。1966年、作曲を学びなおすために東京芸術大学に入学。1969年に卒業作品としてエドワード・エルガーの『威風堂々』を模した行進曲『大台北』を作曲した。1986年、青少年のためのオペラ『牛郎織女』を作曲し、パリで上演された。1994年に国家文芸奨を受章し、1999年に台湾文化栄誉博士の称号を得た。2001年には静宜大学から名誉博士号を贈られた。
北京語が不得手であったため、大学の教壇に立つことはなかったが、「私の作品が私の地位である」と誇らしげに語っている。
2013年4月12日、大腸癌のため死去。92歳没。

## 作品

### 劇場音楽
- 青少年のためのオペラ『牛郎織女』
- オペレッタ『許仙と白娘娘』

### 管弦楽曲
- 台湾土風の主題による交響変奏曲
- ピアノとオーケストラのための狂想曲『原住民の幻想』
- 台湾旋律二楽章
- 民俗組曲『回憶』
- 大進行曲『大台北』
- ピアノと弦楽オーケストラのためのコンチェルティーノ
- 三首台湾民間音楽
- 民歌と採茶舞
- 交響曲『唐山過台湾』
- 台湾吉慶序曲
- 台湾頌

### 室内楽曲
- クラリネットとピアノのためのソナチネ
- トランペットとピアノのための三楽章

### 歌曲
- 涼州詞
- 紅薔薇
- 楓橋夜泊
- 前進！台湾人